# Lenox Dale
Lenox Dale es un lugar designado por el censo ubicado en el condado de Berkshire en el estado estadounidense de Massachusetts. En el Censo de 2020 tenía una población de 466 habitantes y una densidad poblacional de 323,61 habitantes por km². Fue incluido como CDP en el censo de 2020. 

## Geografía
Lenox Dale se encuentra ubicado en las coordenadas 42°20′10″N 73°14′43″O / 42.33611, -73.24528. Según la Oficina del Censo de los Estados Unidos,  tiene una superficie total de 1,44 km², de la cual 1,42 km² corresponden a tierra firme y 0,02 km² a agua.